# Grissellia
Grissellia is een geslacht van vliesvleugeligen uit de familie Encyrtidae. De wetenschappelijke naam van dit geslacht is voor het eerst geldig gepubliceerd in 1980 door Noyes.

## Soorten
Het geslacht Grissellia is monotypisch en omvat slechts de volgende soort:
- Grissellia terebrata Noyes, 1980